# Joseph Boxhall
Joseph Groves Boxhall (Kingston upon Hull, 23 de marzo de 1884-Christchurch, 25 de abril de 1967) fue comandante marino británico y cuarto oficial del RMS Titanic, y luego fue oficial de marina en la Primera Guerra Mundial para su país, el Reino Unido.

## Biografía
Boxhall nació en Hull, East Yorkshire, Inglaterra. Era el segundo hijo del capitán Joseph y de Miriam Boxhall. Boxhall nació en el seno de una familia con tradición marítima. Su abuelo había sido marino, su tío, perteneciente a importantes sectores de la política británica y su padre era un respetado capitán en la Wilson Line of Hull.
Boxhall siguió los pasos de sus ancestros e ingresó el 2 de junio de 1899 a su primer barco, un velero de la Wilson Thomas Line de Liverpool. El aprendizaje de Boxhall en esta línea duró cuatro años en los que viajó incansablemente. Luego, se fue con su padre para trabajar en la Wilson Line después de conseguir sus certificados de capitán y extra-capitán en septiembre de 1907; luego, ingresó a la White Star Line. Sirvió en los barcos Oceanic y Arabic antes de ser trasladado al RMS Titanic como cuarto oficial en 1912, cuando tenía solo 28 años.

## Titanic
Como los demás oficiales subalternos, Boxhall se presentó en las oficinas de la White Star en Liverpool a las nueve en punto la mañana del 26 de marzo de 1912 y viajó a Belfast al día siguiente para abordar al barco. Luego de que el RMS Titanic zarpara de Southampton el 10 de abril, Boxhall asumió sus responsabilidades, como hacerse cargo de las guardias en el puente de mando, ayudando en la navegación y asistiendo a los tripulantes y pasajeros cuando era necesario.
Cuando el Titanic colisionó el 14 de abril a las 23:40 con el iceberg, Boxhall estaba fuera de funciones cerca de la Cabina de Oficiales. Luego de oír las campanas de los vigías, Boxhall se acercó inmediatamente al puente de mando, justo al momento después del impacto. El capitán Smith, quien había arribado justo al puente de mando también, ordenó a Boxhall hacer una revisión de la parte delantera del barco. No encontró daño alguno pero fue interceptado por el carpintero del barco quien le informó de que el navío se estaba inundando de agua. Una carta confirmó esto a Boxhall y al capitán Smith. Fue también Boxhall quien calculó la posición del Titanic por lo que gracias a esto pudieron enviar señales de socorro, siendo también quien vio las luces de una embarcación (posiblemente el SS Californian) e intentó, en vano, llamar la atención del barco, con señales de código Morse y bengalas artificiales.
El oficial Boxhall fue puesto a cargo del bote salvavidas número 2, el cual fue descendido desde babor a la 1:45 a. m. con 18 personas a bordo, pese a la capacidad de 65 personas. Luego de bajar, Boxhall se alejó rápidamente del Titanic, por miedo a ser succionados en el hundimiento, hasta alrededor de tres cuartos de milla de distancia. Boxhall vio al Carpathia en el horizonte a las 4:00 AM y lo guio hacia el bote lanzando una bengala verde. Después de ser recogidos por el Carpathia, Boxhall y los demás supervivientes arribaron a Nueva York el 18 de abril.
Aún en Nueva York, Boxhall sirvió como testigo del hundimiento en la investigación estadounidense del hundimiento. Finalmente, él y los otros supervivientes británicos fueron puestos en "libertad" y regresaron a Inglaterra el 2 de mayo a bordo del RMS Adriatic. Luego de regresar a Gran Bretaña, Boxhall sirvió de nuevo como testigo, esta vez, en la investigación británica del hundimiento. Su testimonio incluyó detalles de los descensos de los botes salvavidas y de la navegación del Titanic, incluyendo las alarmas de hielo. También fue la primera persona en testificar que había visto a otro barco en las cercanías a poco tiempo de que el Titanic se hundiera.

## Años siguientes y muerte
Luego del hundimiento del Titanic, Boxhall sirvió como cuarto oficial en el barco RMS Adriatic de la White Star, antes de ingresar en la Royal Naval Reserve como subteniente. Fue ascendido a teniente en 1915. Durante la Primera Guerra Mundial, sirvió por un año a bordo del acorazado Commonwealth antes de ser trasladado a Gibraltar, donde comandó un torpedero.
Boxhall volvió a la White Star Line luego de terminada la guerra en mayo de 1919, ya estando casado desde hacía dos meses con Marjory Beddells. Luego de la fusión entre la White Star y la Cunard Line en 1933, Boxhall sirvió como primer oficial para luego ser jefe de oficiales a bordo del RMS Aquitania. Boxhall nunca llegó a capitán en la marina mercante. Luego de 41 años en el mar, se retiró en 1940. Boxhall era un hombre taciturno y tranquilo, por lo general reacio a contar sus experiencias sobre el Titanic. Sin embargo, en 1958 sirvió como asesor técnico en la adaptación al cine de la catástrofe, A Night to Remember, basada en el libro homónimo de Walter Lord. También dio una entrevista a la BBC en 1962. Su salud se deterioró bruscamente en la década de 1960 y fue hospitalizado varias veces. Joseph Boxhall, el último sobreviviente de los oficiales de cubierta del Titanic, murió de una trombosis cerebral el 25 de abril de 1967. Tenía 83 años. De acuerdo con sus últimos deseos, fue incinerado y sus cenizas esparcidas en la latitud 41°46N 50°14W en el mar: la posición en la que él había calculado que estaban los restos del Titanic, medio siglo después del hundimiento.